# Dallas Museum of Art

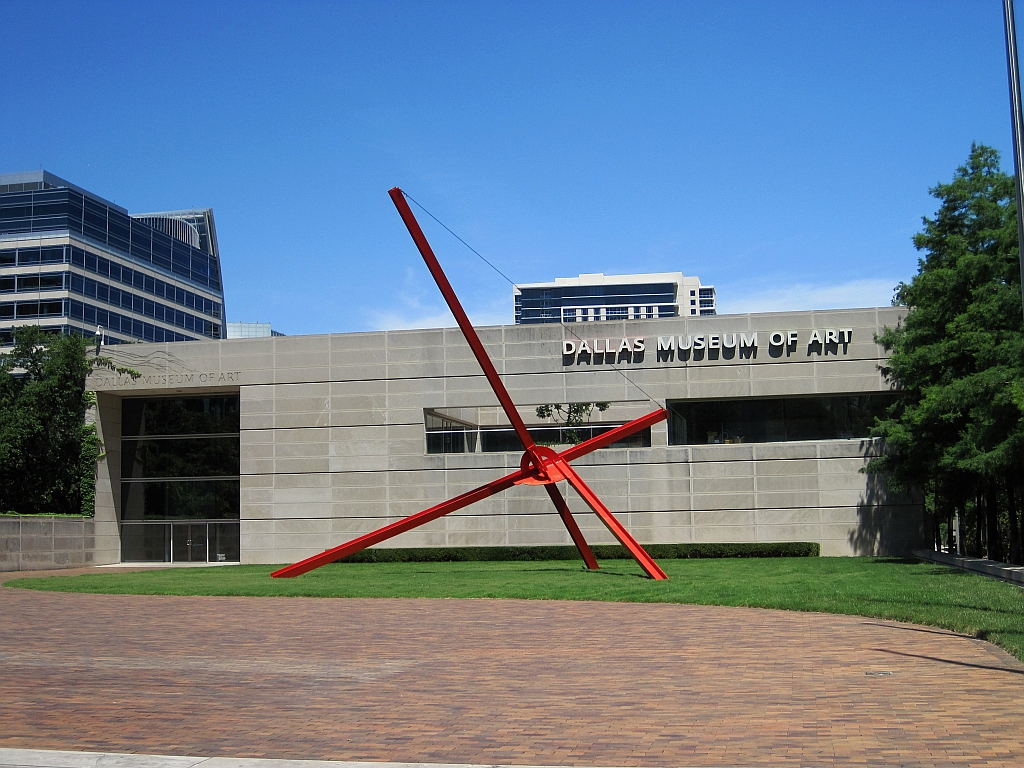
Dallas Museum of Art

Het Dallas Museum of Art is een kunstmuseum, gelegen in het Arts District in de Amerikaanse stad Dallas (Texas).

## Geschiedenis
Het Dallas Museum of Art vindt zijn oorsprong in 1903 met de tentoonstelling van schilderijen door de Dallas Art Association in de Dallas Public Library. In 1909 kreeg de kunstcollectie een vaste plaats in de Free Public Art Gallery of Dallas in het Fair Park. Het museum werd nog diverse keren verplaatst tot in 1984 op de huidige locatie het Dallas Museum of Art werd gevestigd.

## Collectie
De collectie, die voornamelijk afkomstig is van de Wendy en Emery Reves Collection (1400 werken), is ondergebracht in een door Edward Larrabee Barnes ontworpen gebouw, dat deels een reproductie is van villa La Pausa (gebouwd voor Coco Chanel in Frankrijk, sinds de vijftiger jaren van de familie Reves), waar de collectie oorspronkelijk was. Tot de collectie behoren schilderijen, sculpturen en werken op papier/grafiek van leidende impressionisten, post-impressionisten en modernisten, zoals Dante Gabriel Rossetti, Gustave Courbet, Henri Fantin-Latour, Paul Cézanne, Honoré Daumier, Edgar Degas, Paul Gauguin, Édouard Manet, Claude Monet, Camille Pissarro, Pierre-Auguste Renoir, Berthe Morisot, Henri Toulouse-Lautrec, Vincent van Gogh, Maurice de Vlaminck, Pablo Picasso, Constantin Brancusi, Henri Matisse en Piet Mondriaan.
De collectie Amerikaanse schilders omvat werk van onder anderen John Singer Sargent, Frederic Edwin Church, Willard Leroy Metcalf, Julian Alden Weir, Edward Hopper, Georgia O'Keeffe, Jackson Pollock, Jasper Johns en Donald Judd.
Het museum beschikt ook over een, nog steeds groeiende, collectie schilderijen van de Duitse kunstenaar Sigmar Polke. In 2008 verkreeg het museum vier werken van Polke (The Dream of Menelaus), die afkomstig zijn uit de privéverzameling van de kunstenaar. Met deze laatste acquisitie hoopt het museum een centrum te worden waar de kunst van Sigmar Polke kan worden bestudeerd.
Daarnaast is er nog een ommuurde beeldentuin met werk van klassiek moderne en moderne beeldhouwers.

## Afbeeldingengalerij

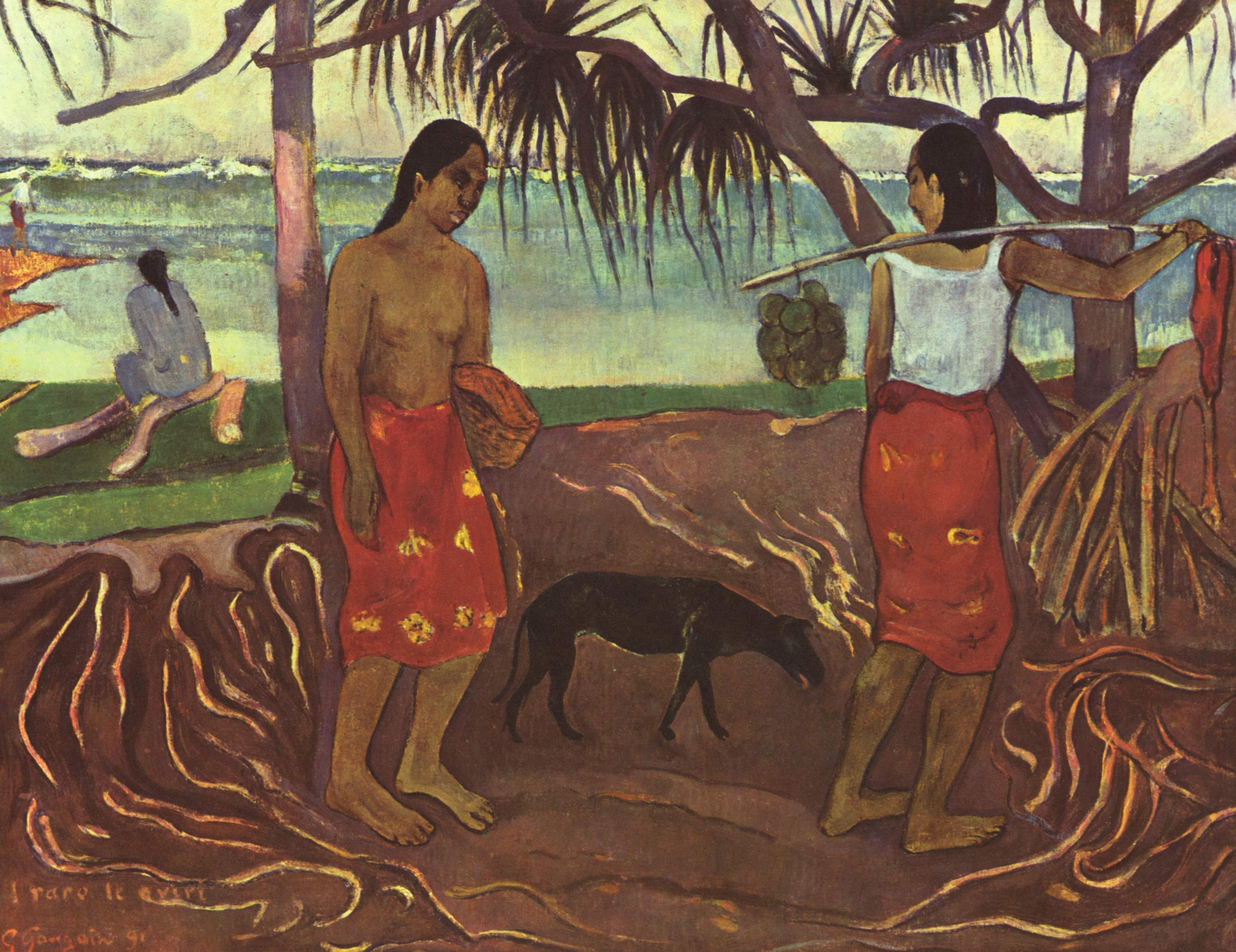
I Raro Te Oviri" (1891) van Paul Gauguin
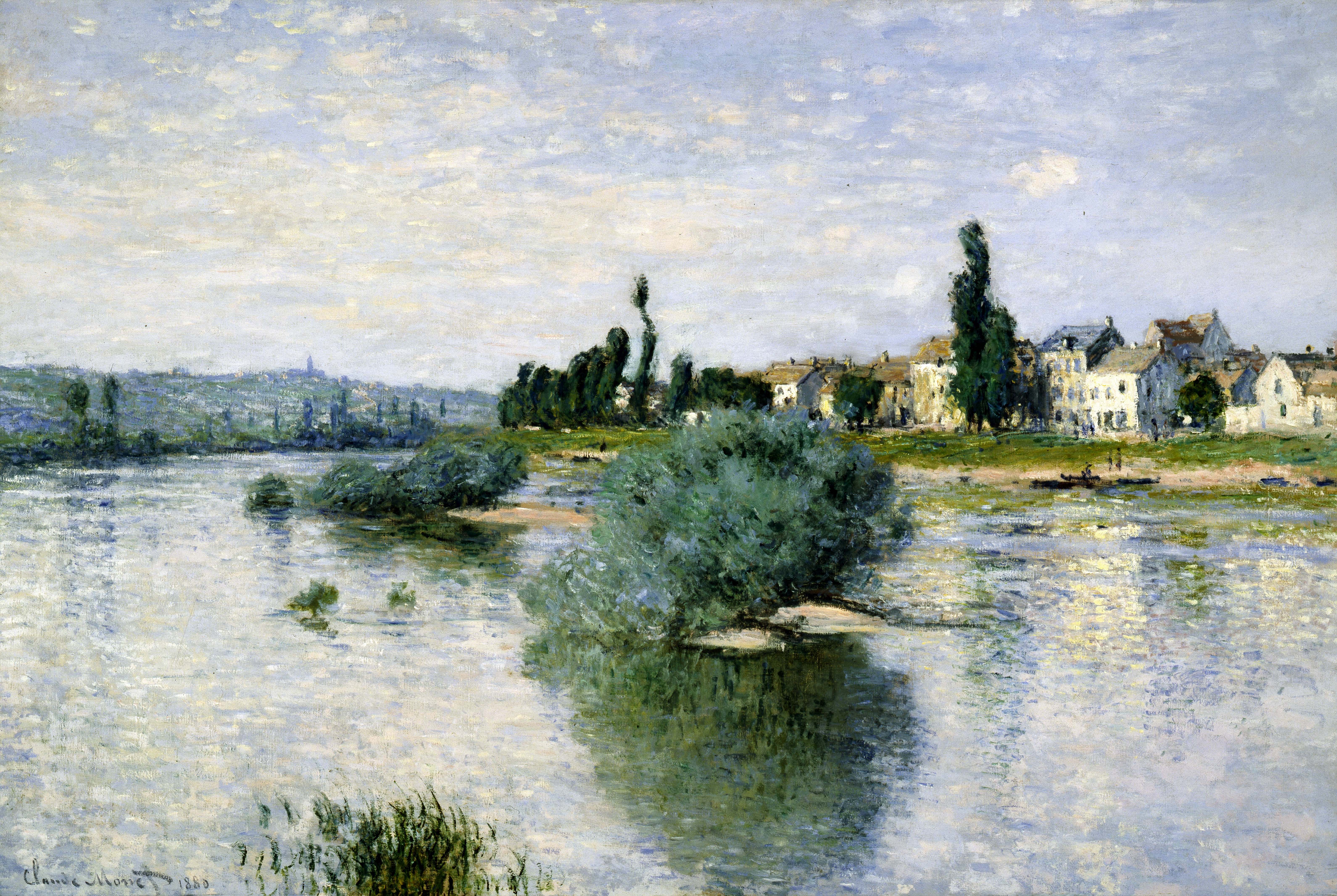
Le Seine à Lavacourt (1880) van Claude Monet
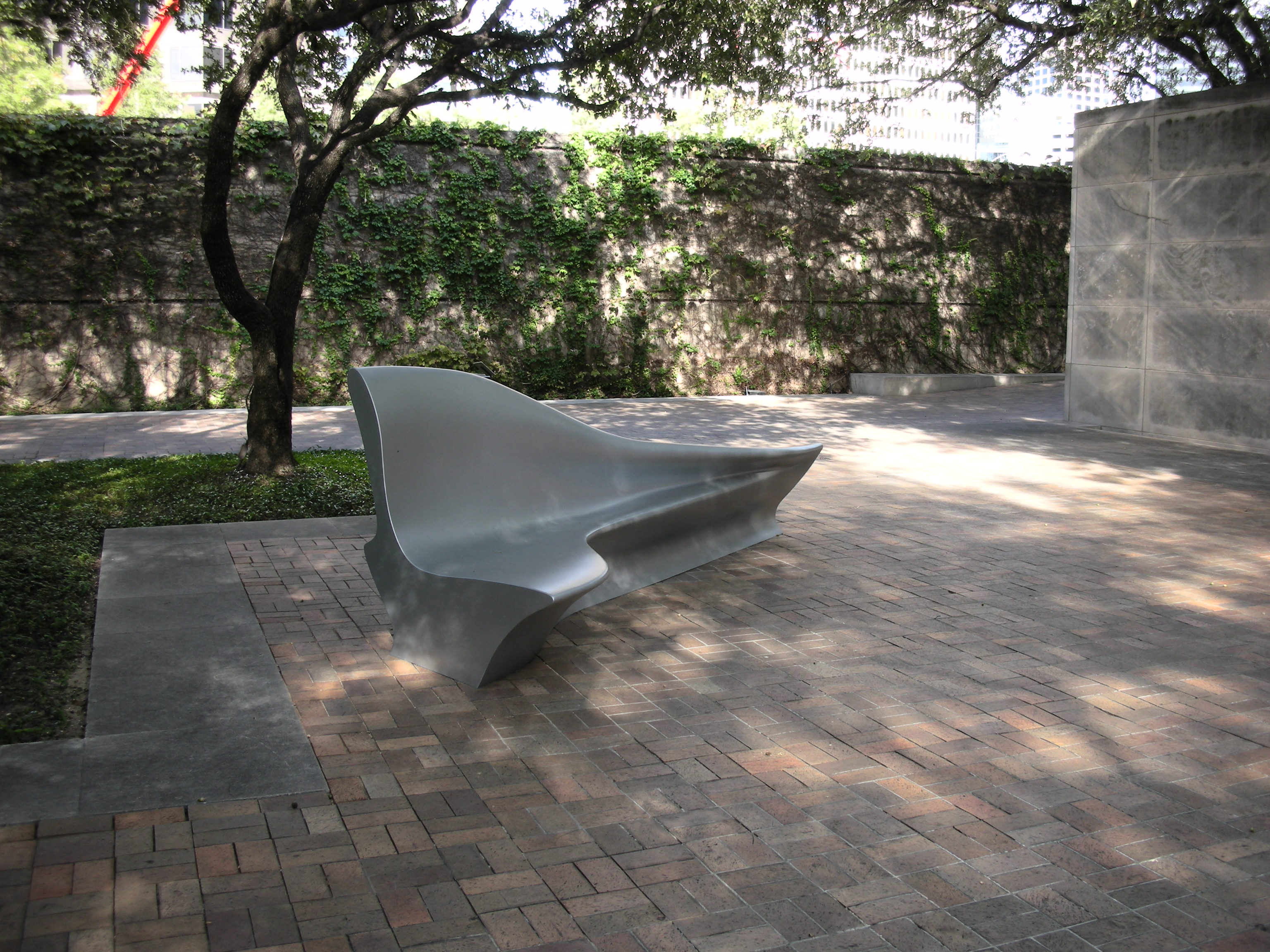
sculptuur/bank
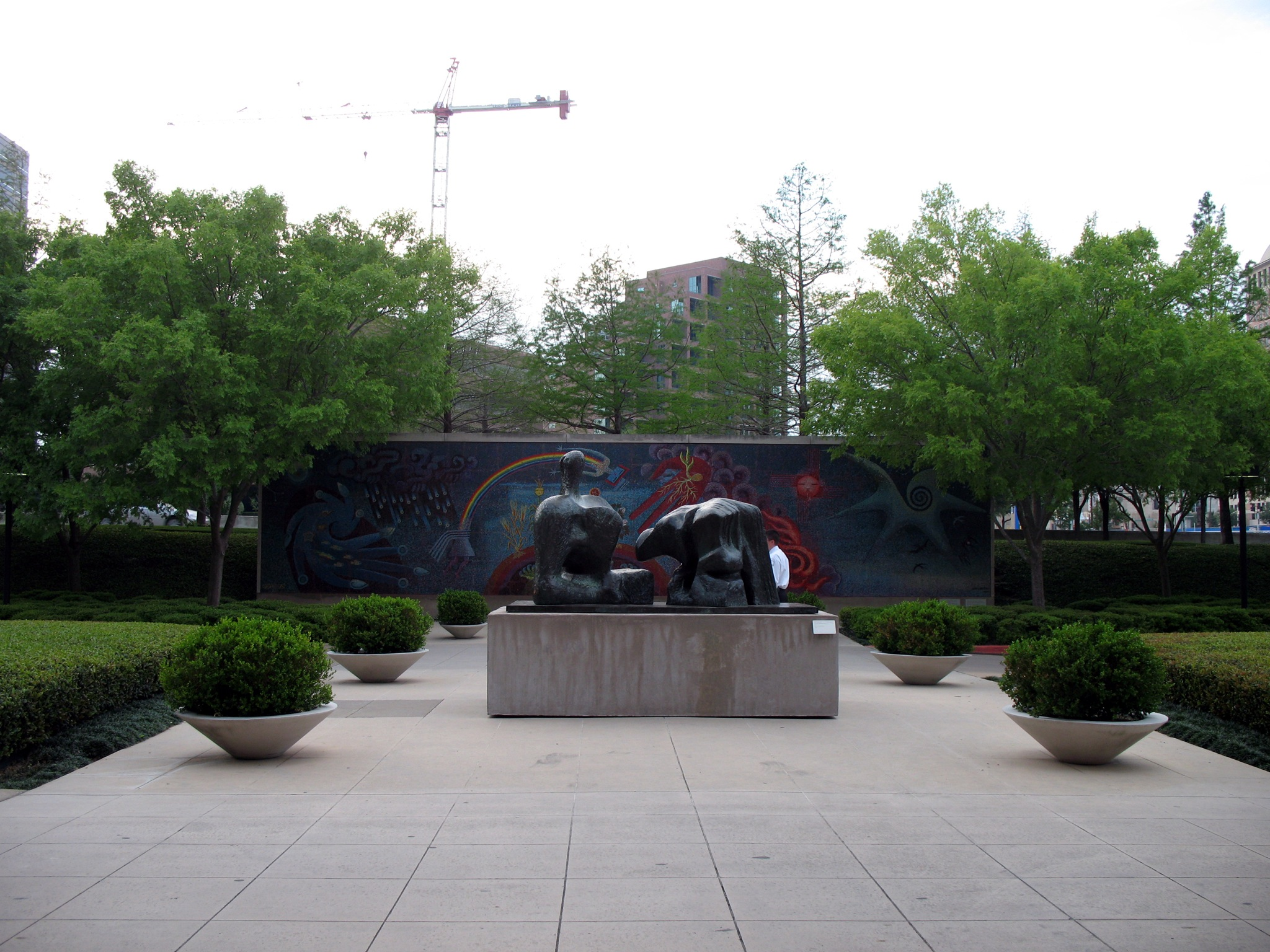
beeldentuin